# Santa María Alotepec
Santa María Alotepec là một đô thị thuộc bang Oaxaca, México. Năm 2005, dân số của đô thị này là 2526 người.